# Wild Horse River
Wild Horse River är ett vattendrag i Kanada.   Det ligger i provinsen British Columbia, i den södra delen av landet, 3 000 km väster om huvudstaden Ottawa.
I omgivningarna runt Wild Horse River växer i huvudsak barrskog. Trakten runt Wild Horse River är nära nog obefolkad, med mindre än två invånare per kvadratkilometer.